# ОШ „Трива Витасовић Лебарник” Лаћарак
ОШ „Трива Витасовић Лебарник” једна је од основних школа у Сремској Митровици. Налази се у улици 1. Новембар 221, у Лаћараку.

## Историјат
Школа у Лаћарку је почела са радом 1733. године. Први учитељ био је поп Исак Новак, а главни предмети који су се проучавали Чаславац и Псалтир. Године 1749. ју је похађало тридесет и осам ученика (од тога једна девојчица). У периоду од 1801. до 1810. као учитељи су радили ђакони. Године 1860. саграђена је нова школска зграда од тврдог материјала са две школске собе и два учитељска стана. Постојало је само једно одељење са око шездесет ученика. Број се повећао 1871—1872. на сто два. Године 1880. уређена је и трећа школска соба, а 1897. четврта. Године 1906. је раширена четвероразредна школа у петоразредну. Школа коју су Лаћарци називали стара школа је срушена 1973. Темељ нове школске зграде је освештен 1. августа 1907, а 7. децембра је проширена у шесторазредну. Названа је Нова школа, а 1947. је порушена због изградње дома културе.
Између два светска рата је имала дванаест одељења у којима је наставу изводило дванаест учитеља. По завршетку Другог светског рата настава је почела 1. јануара 1945, а одржавана је у почетку по приватним кућама све док није оспособљена школска зграда која је током рата служила непријатељу као коњушница. Прерасла је 1951—1952. у осмогодишњу коју је похађало око петсто ученика. Број наставника и учитеља је био двадесет и један. Од 1951—1952. до 1961. број ученика се кретао од петсто до седамсто педесет. Године 1962. самодоприносом је изграђена школа са осам учионица, а 1967. је проширена на дванаест учионица. Од 1952. до 1963. је носила име „Бранко Радичевић”, а 1963. је добила данашњи назив. Дан школе се прославља 4. априла.
Нова велика школа је свечано отворена 27. октобра 1979. Школске 1996—1997. године је бројала 1055 ученика распоређених у тридесет и три одељења: седамнаест одељења у разредној настави и шеснаест одељења у предметној настави. Школске 2006—2007. године је бројала 831 ученика распоређених у тридесет четири одељења: седамнаест одељења разредне и седамнаест одељења предметне наставе. Данас садржи двадесет учионица, од тога осам за разредну и дванаест за предметну наставу, фискултурну салу површине 840m² са две свлачионице и три кабинета, библиотеку са 11.800 књига, кабинет за информатику, свечану салу, кабинет за кинези терапију и школску кухињу. Године 2012. учитељи су покренули акцију уређења учионица. Прве године су сређени зидови, плакари и жардињере, друге столови, треће информатички кутак. Године 2016. су тапациране столице.